# 독일 연방방위군 육군의 부대 및 편성 목록
다음은 독일 연방육군의 부대 목록이다. 

## 사령부
| 문장 | 명칭           | 상태   | start           | end             | 비고                                        |
| ---- | -------------- | ------ | --------------- | --------------- | ------------------------------------------- |
|      | 육군사령부     | 활동중 | 2012년 10월 1일 | 현재            | 육군청, 육군지도사령부, 육군지도참모부 병합 |
|      | 육군청         | 해체됨 | 1956년 2월 16일 | 2013년 6월 27일 | 육군사령부에 병합됨.                        |
|      | 육군지도사령부 | 해체됨 | 1994년          | 2012년          | 육군사령부에 병합됨.                        |

## 군단
| 문장 | 명칭                 | 상태   | start                                       | end                                       | 비고                                    |
| ---- | -------------------- | ------ | ------------------------------------------- | ----------------------------------------- | --------------------------------------- |
|      | 제1군단              | 해체됨 | 1956년 7월 2일                              | 1995년 8월                                | 현 "제1독일/네덜란드(GE/NL)군단"의 전신 |
|      | 제2군단              | 해체됨 | - 1차: 1956년 7월 2일 - 2차: 1993년 4월 1일 | - 1차: 1993년 3월 31일 - 2차: 2005년 10월 | 2차 편성 "제2독일-미국군단"             |
|      | 제3군단              | 해체됨 | 1957년 4월 6일                              | 1994년 3월 31일                           |                                         |
|      | 제4군단              | 해체됨 | 1991년 4월 16일                             | 2002년 3월 31일                           |                                         |
|      | 제1독일-네덜란드군단 | 활동중 | 1995년 8월 30일                             | 현재                                      | 옛 제1군단                              |
|      | 북동다국적군단       | 활동중 | 1999년 9월 18일                             | 현재                                      | 북대서양 조약 기구 소속                 |
|      | 유럽 군단            | 활동중 | 1993년                                      | 현재                                      | 유럽 연합군 합동군단                    |

## 사단
현재 1, 10, 특수 작전 사단을 제외한 다른 사단은 냉전의 종결 이후 군사 비용의 절감을 위해 모두 해체되었다.
| 문장 | 명칭               | 상태   | start            | end              | 비고                          |
| ---- | ------------------ | ------ | ---------------- | ---------------- | ----------------------------- |
|      | 제1기갑사단        | 활동중 | 1956년 7월 1일   | 현재             | 고강도 분쟁/개입 부대         |
|      | 제1산악사단        | 해체됨 | 1956년 11월 14일 | 2001년 9월 30일  |                               |
|      | 제1공수사단        | 해체됨 | 1956년 1월 1일   | 1994년 3월 31일  |                               |
|      | 제2기갑척탄병사단  | 해체됨 | 1956년 7월 1일   | 1994년 3월 31일  |                               |
|      | 제3기갑사단        | 해체됨 | 1956년 7월 2일   | 1994년 9월 30일  |                               |
|      | 제4기갑척탄병사단  | 해체됨 | 1956년 7월 1일   | 1994년 3월 31일  |                               |
|      | 제5기갑사단        | 해체됨 | 1956년 10월 1일  | 2001년 9월 30일  |                               |
|      | 제6기갑척탄병사단  | 해체됨 | 1958년 10월 1일  | 1997년 9월 30일  |                               |
|      | 제7기갑사단        | 해체됨 | 1958년 8월 1일   | 2006년 6월 30일  |                               |
|      | 제10기갑사단       | 활동중 | 1959년 10월 1일  | 현재             | 저강도 분쟁/안정화 부대       |
|      | 제11기갑척탄병사단 | 해체됨 | 1959년 3월 1일   | 1994년 9월 30일  |                               |
|      | 제12기갑사단       | 해체됨 | 1961년 1월 1일   | 1994년 3월 31일  |                               |
|      | 제13기갑척탄병사단 | 해체됨 | 1990년 10월 4일  | 2013년 6월 30일  |                               |
|      | 14기갑척탄병사단   | 해체됨 | 1990년 10월      | 2008년 12월 31일 |                               |
|      | 공중기동작전사단   | 해체됨 | 2002년 7월 1일   | 2014년 6월 30일  |                               |
|      | 신속대응사단       | 활동중 | 2001년 4월 1일   | 현재             |                               |
|      | 남부사단           | 해체됨 | 2013년           | 2014년 12월      | 제10기갑사단 임시 재편성 편제 |
|      | 중부다국적사단     | 해체됨 | 1994년 4월 1일   | 2002년 10월 25일 | NATO 소속                     |

## 여단
| 문장 | 명칭                 | 상태   | start                           | end              | 비고        |
| ---- | -------------------- | ------ | ------------------------------- | ---------------- | ----------- |
|      | 제1기갑척탄병여단    | 해체됨 | 1958년 4월 1일                  | 2007년 12월 31일 |             |
|      | 제1공중기동여단      | 해체됨 | 1997년 4월 3일                  | 2013년 12월 17일 |             |
|      | 제2기갑여단          | 해체됨 | 1956년 7월 2일                  | 1993년 3월 31일  |             |
|      | 제3기갑여단          | 해체됨 | 1957년 6월 10일                 | 1993년 12월 31일 |             |
|      | 제4기갑척탄병여단    | 해체됨 | 1958년 5월                      | 1993년 9월 30일  |             |
|      | 제5기갑척탄병여단    | 해체됨 | 1956년                          | 1996년           |             |
|      | 제6기갑여단          | 해체됨 | 1975년 4월 1일                  | 1993년 9월 30일  |             |
|      | 제7기갑척탄병여단    | 해체됨 | 1959년 4월 1일 2003년 11월 21일 |                  |             |
|      | 제8기갑여단          | 해체됨 | 1956년 1월 1일                  | 1993년 9월 30일  |             |
|      | 제9기갑교도여단      | 활동중 | 1958년 6월 1일                  | 현재             |             |
|      | 제10기갑척탄병여단   | 해체됨 | 1959년 3월 16일                 | 1992년 8월 31일  |             |
|      | 제11기갑척탄병여단   | 해체됨 | 1956년                          | 1993년 3월 31일  |             |
|      | 제12기갑여단         | 활동중 | 1956년 7월 1일                  | 현재             |             |
|      | 제13기갑척탄병여단   | 해체됨 | 1956년 8월 1일                  | 1994년 3월 31일  |             |
|      | 제14기갑여단         | 해체됨 | 1956년 7월 1일                  | 2008년 6월 30일  |             |
|      | 제15기갑여단         | 해체됨 | 1957년 9월 1일                  | 1993년 6월 25일  |             |
|      | 제16기갑척탄병여단   | 해체됨 | 1958년 1월 2일                  | 1994년 5월 5일   |             |
|      | 제17기갑척탄병여단   | 해체됨 | 1959년 2월 1일                  | 1993년 9월 30일  |             |
|      | 제18기갑여단         | 해체됨 | 1956년 6월 1일                  | 2008년 12월 31일 |             |
|      | 제19기갑척탄병여단   | 해체됨 | 1959년 3월 1일                  | 2002년 8월 31일  |             |
|      | 제20기갑여단         | 해체됨 | 1964년 4월 1일                  | 1992년 3월 19일  |             |
|      | 제21기갑여단         | 활동중 | 1957년 8월 15일                 | 현재             |             |
|      | 제22기갑척탄병여단   | 해체됨 | 1957년 5월                      | 1993년 3월 31일  |             |
|      | 제23산악여단         | 활동중 | 1957년 5월                      | 현재             |             |
|      | 제24기갑여단         | 해체됨 | 1959년 7월 1일                  | 1994년 9월 30일  |             |
|      | 제25공수여단         | 해체됨 | 1957년 5월                      | 1996년 9월 30일  |             |
|      | 제26공수여단         | 해체됨 | 1958년                          | 2014년 3월 31일  |             |
|      | 제27공수여단         | 해체됨 | 1970년 3월                      | 1993년 3월       |             |
|      | 제28기갑여단         | 해체됨 | 1971년                          | 1993년 9월 30일  |             |
|      | 제29기갑여단         | 해체됨 | 1959년 10월                     | 1993년 9월 30일  |             |
|      | 제30기갑척탄병여단   | 해체됨 | 1958년 5월 12일                 | 2008년 3월 31일  |             |
|      | 제31기갑척탄병여단   | 해체됨 | 1960년 6월 13일                 | 1993년 3월 26일  |             |
|      | 제31공수여단         | 활동중 | 1993년 3월 26일                 | 현재             |             |
|      | 제32기갑척탄병여단   | 해체됨 | 1956년                          | 1997년           |             |
|      | 제33기갑여단         | 해체됨 | 1959년 2월 1일                  | 1993년 9월 30일  |             |
|      | 제34기갑여단         | 해체됨 | 1956년 11월                     | 2002년 3월 15일  |             |
|      | 제35기갑척탄병여단   | 해체됨 | 1960년 7월 1일                  | 1993년 9월 30일  |             |
|      | 제36기갑여단         | 해체됨 | 1963년 1월 1일                  | 2002년 6월 7일   |             |
|      | 제37기갑척탄병여단   | 활동중 | 1991년 4월 1일                  | 현재             |             |
|      | 제38기갑척탄병여단   | 해체됨 | 1991년 4월 1일                  | 2002년 12월 20일 |             |
|      | 제39기갑여단         | 해체됨 | 1991년 1월 1일                  | 2001년 12월 20일 |             |
|      | 제40기갑척탄병여단   | 해체됨 | 1991년 7월 1일                  | 2002년 9월 30일  |             |
|      | 제41기갑척탄병여단   | 해체됨 | 1991년 4월 1일                  | 현재             |             |
|      | 제42기갑여단         | 해체됨 | 1991년 3월 27일                 | 2003년 6월 30일  |             |
|      | 향토방위여단 (51~66) | -      | -                               | -                |             |
|      | 프랑스-독일여단      | 활동중 | 1989년 10월 2일                 | 현재             | 다국적 부대 |

## 같이 보기
- 독일 제국
  - 야전군
  - 군단
  - 사단
  - 연대 (보병, 기병, 포병, 우완)
- 나치 독일 국방군
  - 야전군, 군집단
  - 군단
  - 사단
  - 무장친위대
- 독일 연방
  - 육군 연대